# Bitheca grossa
Bitheca grossa är en tvåvingeart som beskrevs av Marshall 1987. Bitheca grossa ingår i släktet Bitheca och familjen hoppflugor. Inga underarter finns listade i Catalogue of Life.